# Boathouse Row
Boathouse Row est un site historique de la ville de Philadelphie, sur la côte est des États-Unis. Il consiste en une rangée de bateaux-maisons qui se trouvent sur la rive orientale de la Schuylkill River. Le site est classé National Historic Landmark depuis 1987.